# Karl Eduard von Lödel
Karl Eduard von Lödel (* 30. Oktober 1848 in Ulm; † 10. April 1924) war ein deutscher Reichsgerichtsrat.

## Leben
Während seines Studiums wurde er 1866 Mitglied der Burschenschaft Germania Tübingen.
Er nahm am Krieg von 1870/71 teil. Der Württemberger wurde 1873 vereidigt. 1876 wurde er Justizassessor, 1881 Hilfsstaatsanwalt, 1884 Staatsanwalt und 1894 I. Staatsanwalt. 1900 versetzte man ihn aus Heilbronn und ernannte ihn zum Oberlandesgerichtsrat in Stuttgart. 1903 kam er von Stuttgart an das Reichsgericht. Er war im I. Strafsenat tätig. Oktober 1914 trat er in den Ruhestand. Danach wurde er zum Kriegsdienst einberufen.

## Quelle
Adolf Lobe: „Fünfzig Jahre Reichsgericht am 1. Oktober 1929“, Berlin 1929, S. 371.
| Personendaten    | Personendaten               |
| ---------------- | --------------------------- |
| NAME             | Lödel, Karl Eduard von      |
| KURZBESCHREIBUNG | deutscher Reichsgerichtsrat |
| GEBURTSDATUM     | 30. Oktober 1848            |
| GEBURTSORT       | Ulm                         |
| STERBEDATUM      | 10. April 1924              |